# Stepan Maliguin
Stepan Maliguin   (valor desconegut, c. 1702 - Kazan, 1 d'agost de 1764 (Julià)) va ser un explorador rus de l'Àrtida. L'estret de Maliguin porta el seu nom.
Malygin va estudiar a l'Escola de Matemàtiques i Navegació de Moscou del 1711 al 1717. Després de la seva graduació va començar la carrera com a cadet de la marina i després va ser ascendit al rang de tinent quatre anys més tard. Va servir a la flota del Bàltic fins al 1735.
Maliguin va escriure el primer manual rus de navegació, titulat Сокращённая навигация по карте де-Редукцион (1733). A principis de 1736 va ser nomenat líder de la unitat occidental de la Segona Expedició a Kamtxatka. Entre el 1736 i 1737, sortint de l'illa Dolgi, va encapçalar una expedició pel mar de Kara i la desembocadura del riu Obi.
Maliguin va fer observacions acurades d'aquestes zones gairebé desconegudes de la costa àrtica russa. Amb aquest coneixement va poder dibuixar el primer mapa relativament precís de les costes àrtiques entre el riu Petxora i el riu Obi.
Entre 1741 i 1748 va ser l'encarregat de preparar els navegants per a l'Armada Russa. El 1762 va ser nomenat cap de l'oficina de l'Almirallat a Kazan.